# Rimetea
Rimetea é uma comuna romena localizada no distrito de Alba, na região histórica da Transilvânia. A comuna possui uma área de 57.37 km² e sua população era de 1121 habitantes segundo o censo de 2007.